# Szűr
Szűr là một thị trấn thuộc hạt Baranya, Hungary. Thị trấn này có diện tích 7,83 km², dân số năm 2010 là 272 người, mật độ 35 người/km².